# Đại chiến Trung Nguyên

Lược đồ lãnh thổ kiểm soát của các bên trong Đại chiến Trung Nguyên. Phe quân phiệt tham chiến được tô màu vàng, màu xanh là vùng do Quốc dân Đảng kiểm soát. Các lực lượng không tham chiến được minh hoạ bằng màu cam.

Trung Nguyên đại chiến (Giản thể: 中原大战; Phồn thể: 中原大戰; Pinyin: Zhōngyúan Dàzhàn) là cuộc nội chiến trong lòng Trung Quốc Quốc dân Đảng nổ ra vào năm 1930 giữa chính phủ của Tưởng Giới Thạch với liên minh Diêm Tích Sơn, Phùng Ngọc Tường và Lý Tông Nhân. Phần lớn các trận đánh diễn ra ở Trung Nguyên, vùng đất trù phú phía hạ lưu sông Hoàng Hà, cái nôi của nền văn hóa Trung Hoa.
Trước đó, để củng cố lưc lượng trong cuộc Bắc Phạt (1927-28), Tưởng Giới Thạch đã liên minh với ba lực lượng quân phiệt của Diêm, Phùng và Lý. Tuy nhiên, mối quan hệ này trở nên căng thẳng khi xảy ra tranh chấp về quyền kiểm soát quân đội. Cuộc đại chiến làm cho chính phủ của Tưởng gần như bị phá sản với thiệt hại nhân mạng lên đến 30 vạn người nhưng ngược lại củng cố thêm vị trí của ông như một lãnh đạo chính thức của đất nước Trung Quốc.

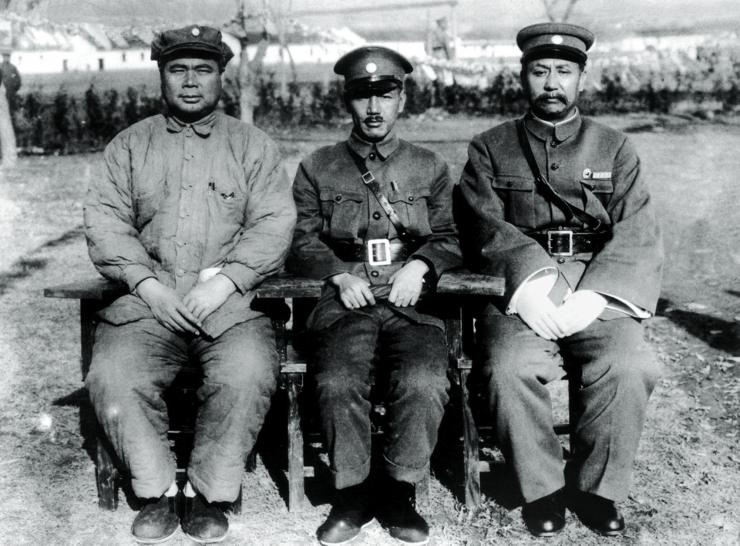
Từ trái qua phải: Phùng Ngọc Tường, Tưởng Giới Thạch và Diêm Tích Sơn tại một hội nghị của Quốc dân Đảng năm 1928, trước khi Đại chiến Trung Nguyên nổ ra.

Mặc dù vậy, cuộc đại chiến vẫn không thể chấm dứt được sự mất ổn định trong lòng Quốc Dân Đảng thời bấy giờ. Sự phản đối của Hồ Hán Dân, một lãnh tụ miền nam bị Tưởng giam lỏng từ năm 1931, cùng nhiều lãnh đạo cấp cao đến từ miền Nam đã khiến cho Tưởng Giới Thạch một lần nữa phải từ chức. Kéo theo đó là hàng loạt các sự kiện làm suy yếu thực lực chính phủ trung ương như: Nội chiến Quốc-Cộng lần hai, Sự kiện 28/1, sự ra đời của chính phủ bù nhìn thân Nhật Mãn Châu Quốc ở Đông Bắc Trung Hoa.

## Bối cảnh
Bấy giờ, sau khi cuộc chiến Bắc phạt của Quốc dân Đảng thành công, xảy ra cục diện 2 chính phủ Quốc dân cùng tồn tại và đối đầu là chính phủ Vũ Hán do Uông Tinh Vệ lãnh đạo và chính phủ Nam Kinh do Tưởng Giới Thạch lãnh đạo. Cuộc chiến nổ ra khi Uông Tinh Vệ tổ chức Hội nghị Tây Sơn, liên hiệp với các quân phiệt địa phương Diêm Tích Sơn, Phùng Ngọc Tường, Lý Tông Nhân, Trương Phát Khuê cùng phát động chiến tranh chống lại thế lực của Tưởng Giới Thạch. Các hồ sơ và sử liệu của Cộng hòa Nhân dân Trung Hoa thường gọi cuộc chiến này là Chiến tranh Tưởng - Phùng - Diêm hoặc Chiến tranh Tưởng - Phùng - Diêm - Lý.